# Operation Backfire

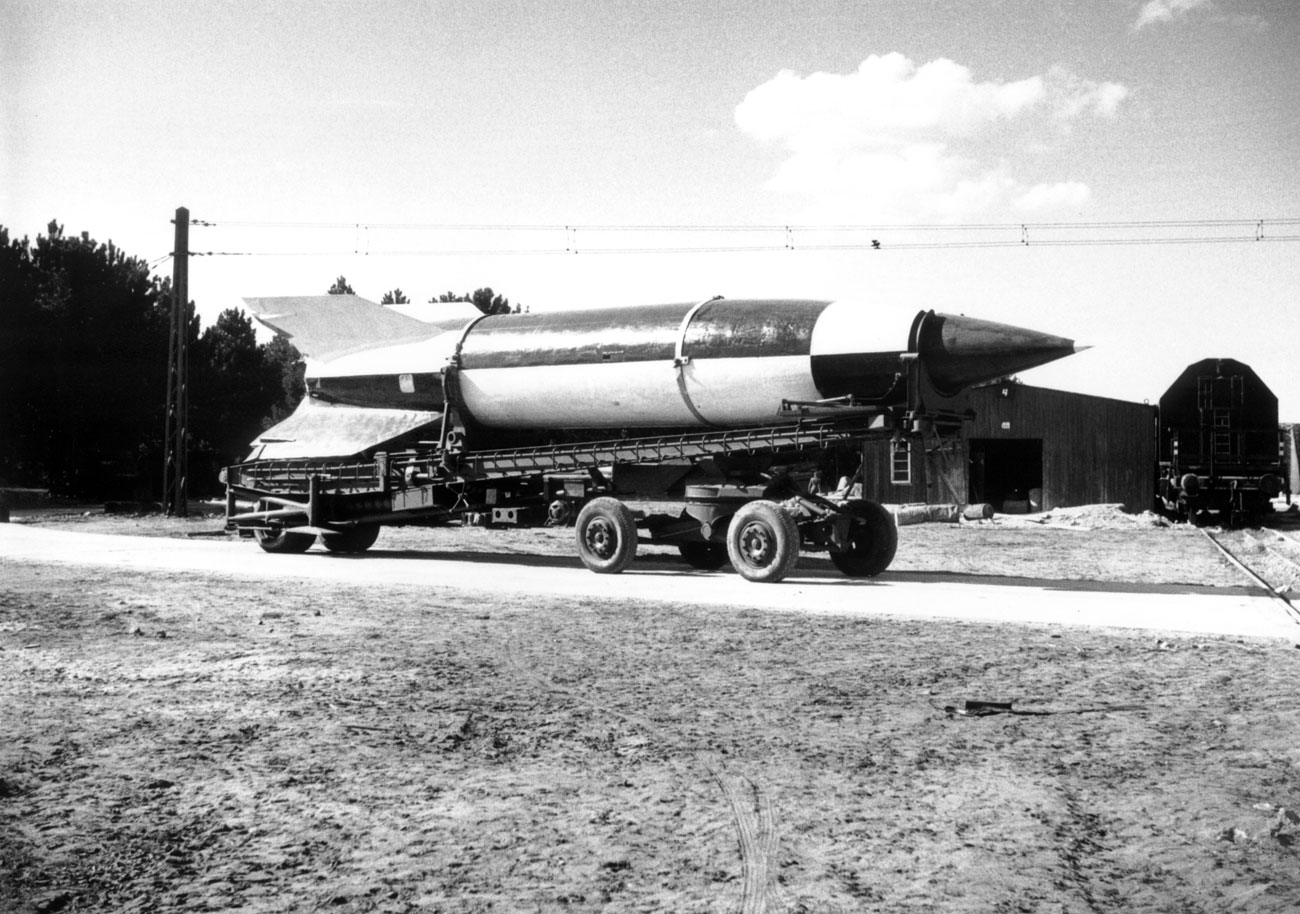
A4-Rakete der Operation Backfire nahe Cuxhaven (Herbst 1945)

Auftrag der Operation Backfire war der sofortige Zugriff der westlichen Alliierten auf das technische Grundlagenwissen und die operative Handhabung der deutschen A4-Raketentechnik unmittelbar nach dem Kriegsende. So sollte auch der Zugriff der Sowjets auf Wissensträger, Verfahren und Material verhindert werden. Höhepunkt und Lernzielkontrolle war ein Versuchs- und Demonstrationsschießen der Briten im Oktober 1945 bei Cuxhaven. Der letzte (dritte) Raketenstart fand jedoch unter Beobachtung der Presse und alliierter Vertreter, darunter die sowjetischen Raketenspezialisten Sergei Koroljow und Boris Tschertok, statt.

## Durchführung

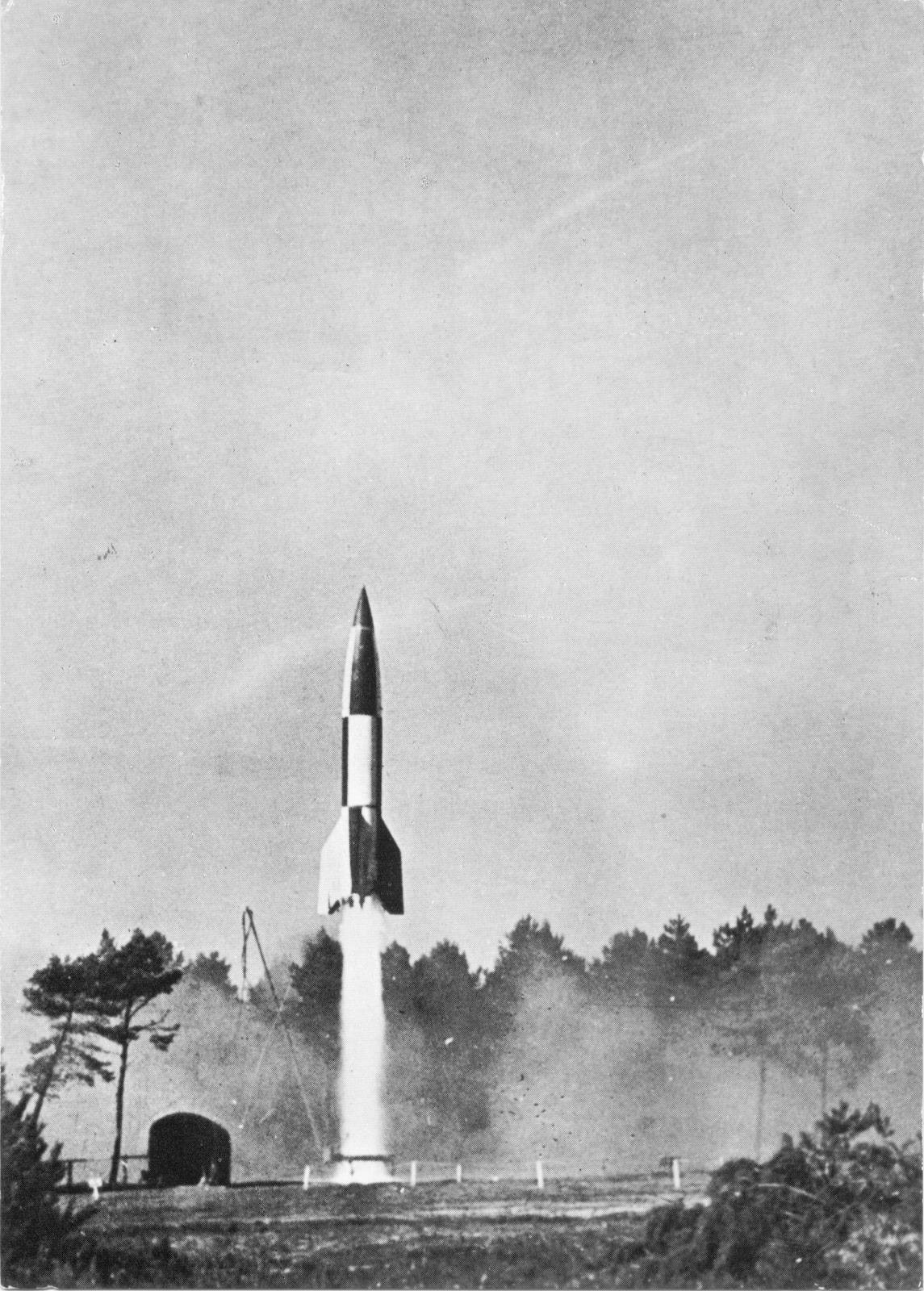
A4-Rakete der Operation Backfire beim Start, 1945

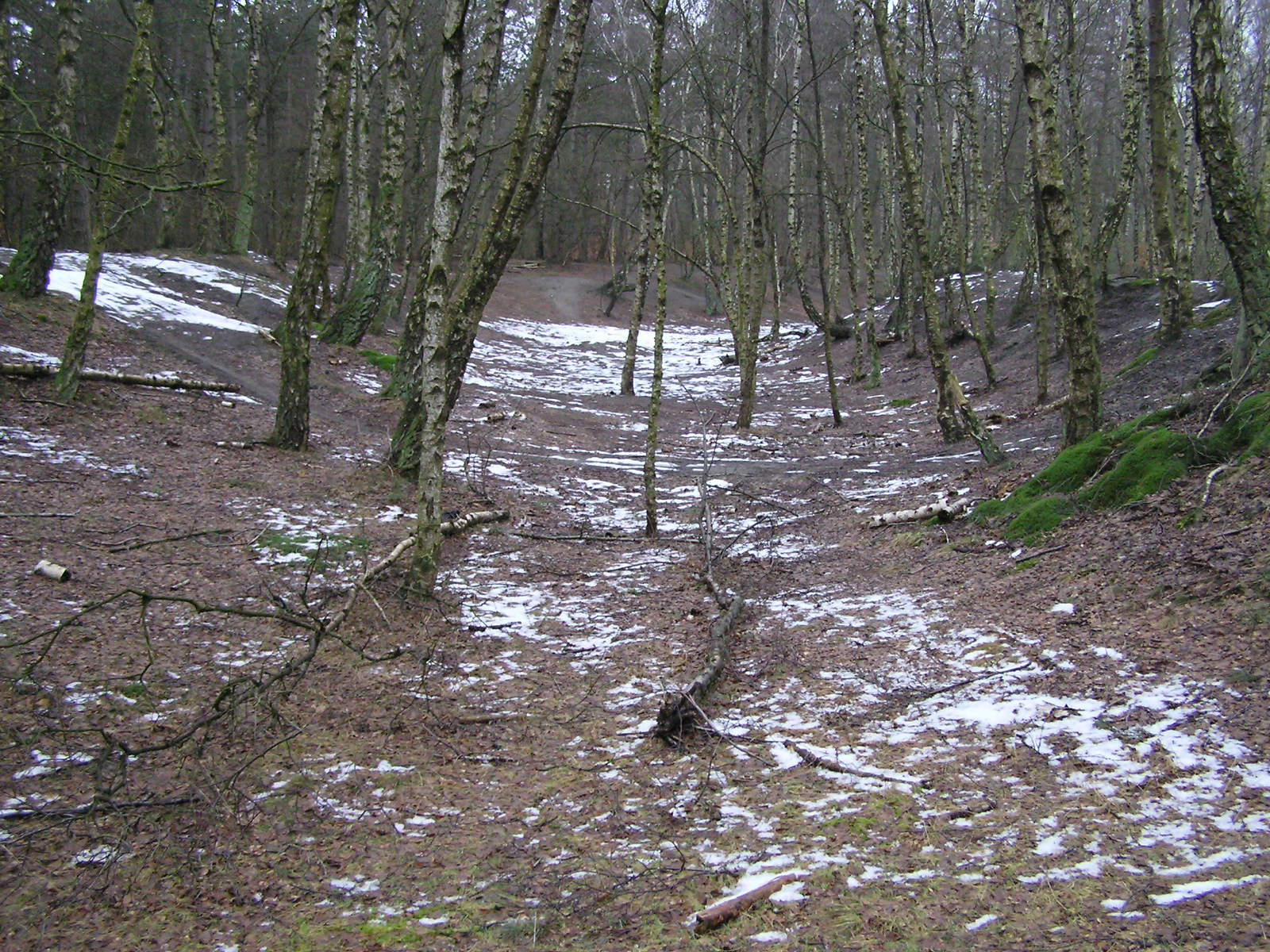
Ehemalige Startanlage für Raketentests im Wernerwald bei Cuxhaven

Aus landesweit verstreut gefundenen und zusammengetragenen Restbeständen von Bauteilen montierten kriegsgefangene deutsche Experten (darunter 84 in Garmisch inhaftierte Experten des Arbeitsstabs Dornberger sowie das Altenwalde Versuchskommando unter Oberstleutnant Wolfgang Weber mit 591 ehemaligen Militär- und Zivilpersonen) unter britischer Aufsicht drei A4-Raketen. Die beteiligten Deutschen waren zur Zusammenarbeit nur unter der Bedingung bereit, dass ihre Tätigkeit öffentlich unfallversichert wurde. Der Status der beteiligten deutschen Soldaten wurde geändert in entwaffnete feindliche Streitkräfte eines nicht mehr existenten Staates, womit sie nicht als Kriegsgefangene nach Genfer Konvention galten. Alle beteiligten Zivilisten bekamen den Status Angestellte des öffentlichen Rechts („beamtet“).
Die zum Test erforderliche Startstelle wurde eigens errichtet in der Nähe von Arensch (53° 50′ 50″ N, 8° 35′ 32″ O) im Wernerwald bei Cuxhaven (auf dem Gelände des Truppenübungsplatzes Altenwalde). Von der Startanlage sind heute vor Ort nur noch eine Bodenmulde sowie einige Bunkerreste zu erkennen.

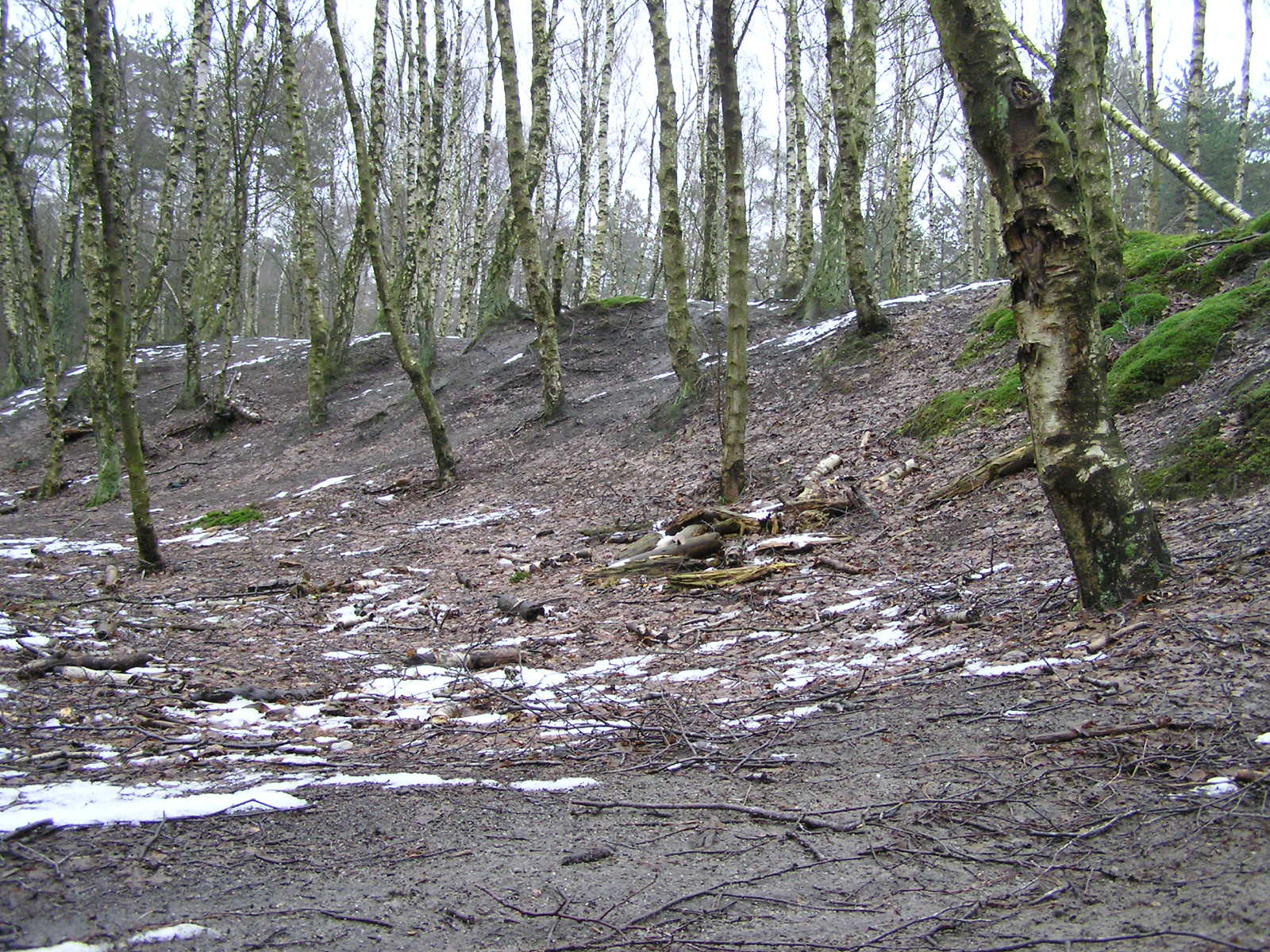
Ehemalige Startanlage für Raketentests im Wernerwald bei Cuxhaven

## Ergebnis
Der aufwändige, technisch sehr detaillierte und reich bebilderte Abschlussbericht war bereits nach wenigen Monaten erstellt, wobei diese Schlussfolgerungen gezogen wurden: 
- völlig neuartige Waffe mit bisher unbekannter Mobilität und Unangreifbarkeit
- nachteilig der sehr hohe Produktionsaufwand bei vergleichsweise kleinem und ungenauen militärischem Nutzen
- bisher erreichter technischer Fortschritt auf keinen Fall unerheblich (erreichte Zielgenauigkeit: von 1800 Raketen, gezielt auf Antwerpen, schlugen 44 % innerhalb eines Kreises mit 10 km Radius ein)
- die psychologische Wirkung auf den Feind dürfte diejenige von 1914/15 beim erstmaligen Erscheinen von Militärflugzeugen übertroffen haben
- kolossale militärische Fortentwicklungsmöglichkeiten, dabei auch zivile Nutzung denkbar („The Germans looked still further ahead ; they were planning an A-9 to carry a pilot in a pressure cabin, with retractable wings to put out at the height of its trajectory so that when it came back into atmosphere it could glide to earth in safety. A mail service which could bridge the ATLANTIC in 40 minutes might be of more value than a weapon of war“).

- Fazit: Unter allen Umständen müssen die westlichen Alliierten die Weiterentwicklung betreiben („There is need of all imagination, drive, and brains that can be mustered. For the sake of their very existence, Britain and the United States must be masters of this weapon in the future.“)

## Im Rahmen der Operation Backfire durchgeführte Raketenstarts
| Datum            | Uhrzeit   | Flughöhe | Flugweite | Bemerkungen                                                   |
| ---------------- | --------- | -------- | --------- | ------------------------------------------------------------- |
| 2. Oktober 1945  | 14:41 Uhr | 69,4 km  | 249,4 km  |                                                               |
| 4. Oktober 1945  | 14:16 Uhr | 17,4 km  | 24 km     | Raketenmotor fiel kurz nach dem Start aus.                    |
| 15. Oktober 1945 | 15:06 Uhr | 64 km    | 233 km    | Manche Quellen nennen auch den 14. Oktober 1945 als Starttag. |